# Kachnička obojková
Kachnička obojková (Nettapus coromandelianus) je pták z čeledi kachnovitých, který žije v oblasti od Pákistánu přes Zadní Indii až po východní Queensland.
Dosahuje obvykle délky okolo 30 cm a hmotnosti 250–300 g, byli však zaznamenáni i dospělí jedinci o délce 26 cm a hmotnosti 160 g, kteří jsou nejmenšími vrubozobými ptáky na světě. Peří má černé, hnědé a bílé zbarvení, samci se liší od samic širokým černozeleným pruhem okolo krku. Zobák je krátký a vysoký.
Obývá sladkovodní nádrže a pomalu tekoucí řeky s plovoucí vegetací. Živí se vodními rostlinami (přeslenice, povijnice), rybami (parmička, medaka), korýši a hmyzem. Hnízdí v dutinách stromů, klade šest až čtrnáct vajec, inkubace trvá tři až čtyři týdny. Kachničky obojkové jsou dobrými letci, v zimním období se sdružují do hejn. Lidí se nebojí a občas zahnízdí i v budovách.
Vzhledem k rozsáhlému areálu je kachnička obojková málo dotčeným taxonem, celosvětová populace se odhaduje na 59 000 až 1 100 000 jedinců.

## Poddruhy
- N. c. coromandelianus (J. F. Gmelin, 1789) – jižní a jihovýchodní Asie
- N. c. albipennis Gould, 1842 – Austrálie[5]